# Armored Core 2
Armored Core 2 es un videojuego de mecha de la serie Armored Core.

## Trama
Sesenta y siete años después de los acontecimientos de la Era subterránea, la segunda corporación más grande de la Tierra, Zio Matrix, adquiere los planes para un proyecto de investigación en Marte, remontados antes de la Gran Destrucción. Usando estos planes, Zio envía un equipo de investigación a Marte para comenzar el proyecto de Terraformación, que hace que la superficie Marciana y atmósfera se acerque aquella de la Tierra. Otras corporaciones aprenden del proyecto y rápidamente siguen a Zio Matrix, trayendo con ellos el entorno competitivo que existe en la Tierra. Junto con ellos, traen el empleo de los mercenarios de la Nerves Concord.
Cuando la guerra de las tres compañías viene a un final, el más poderoso, Matriz de Zio, intenta un golpe contra el gobierno, que ha recobrado el control por este equipo mercenario de elite, The Frighteners, conducido por Leos Klein. Pero en el caos que sigue, los Frightners encienden el gobierno, asesinando el nuevo líder del LLC, y tomando control de tecnología de Desorden poderosa. Entre las cenizas y las ruinas de la guerra, usted debe salvar a la gente que vive en Marte — o posiblemente morir intentando..

## Ambiente
- Zio Matrix Earth Division - Una corporación que era la parte de la Matriz Zio de Marte para traer provisiones de la Tierra. Ellos tenían desacuerdos sobre el coste de tener esta división y ZIM quiso cerrarlo. Sin Embargo el ZIE estaba poco dispuesto a hacer así entonces ellos son separados ahora. El ZIE no es agresivo contra ZIM, pero toma medidas cuando es necesario.
- Zio Matrix - La corporación más poderosa en Marte, la Zio Matrix obtuvo esta posición después de perseguir en proyectos perdidos largos acerca de la terraformación del planeta. La compañía es capaz de proyectar a una serie temible de militares, pero podría ser por lo general capaz de terminar la interferencia de otra corporación con solo la amenaza de su uso.
- Emeraude - La corporación más grande en la Tierra, pero el segundo más grande en Marte. El Emeraude tiene aspiraciones de crecimiento ambiciosas y vigorosamente agarra o crea oportunidades de ganar la ventaja. El Emeraude es el catalizador detrás de muchos conflictos corporativos, y es a menudo el agresor en conflictos para recursos y territorio.
- Balena - El Balena se cae un tercero distante tanto detrás de la Matriz Zio como detrás Emeraude en cuanto a la extensión corporativa en Marte, pero mantiene un equilibrio firme por el apartadero con ninguno de sus competidores. De hecho, la compañía conduce el negocio con ambos, y crece constantemente, previniendo ser derrotado por las otras dos compañías más grandes trabajando estrechamente con el gobierno de la tierra.
- Gobierno de la Tierra' - Una organización del gobierno provisional estableció después de la firma de la Isaac Treaty. Su foco inicial traía la orden al mundo subterráneo después de la Guerra de la Tierra Profunda. Finalmente, la atención del gobierno cambió hacia el restablecimiento de la civilización humana en la superficie de la Tierra y aunque la gran zancada haya sido hecha, mucho trabajo permanece. Dado el hecho que la mayor parte de los recursos del gobierno son puestos para usar en la Tierra, ellos tienen poco balanceo sobre la situación en Marte.
- LCC (Large Scale Enterprises of the Central Committee) - El LCC es una tentativa por el gobierno de la Tierra para establecer una presencia en Marte y traer la orden al caos allí. Una escasez severa de recursos limita la influencia del LCC, y lo que poco que ellos tienen realmente palidece en comparación con esto manejado por las corporaciones. El LCC es más o menos una organización de la marioneta con poco a ningún control de acontecimientos en Marte.
- Nerves Concord - Similar en la función a la Jerarquía de los Ravens antiguos, la Nerves Concord actúa como un intermediario entre las corporaciones y Ravens. Para proporcionar este servicio, la Nerves Concord toma una comisión en todas las transacciones.
- Ravens - Mercenarios de la serie, sancionada por el Gobierno de la Tierra. Su carácter desempeña el papel de un Cuervo, y como tal, es alquilado por corporaciones y conducido en un conflicto sobre su independencia. Los cuervos en conjunto se cayeron del favor durante un tiempo después de firma de Isaac Treaty. Esta situación se invirtió cuando las circunstancias en Marte se deterioraron, y ahora sus números crecen rápidamente.
- Desórdenes - La designación colectiva dada a las unidades no tripuladas, de una civilización antigua, descubierta en Marte como la continuación de la Matriz de Zio de proyectos de terraforming avanzados. Ellos típicamente aparecen en tropel, mostrando el comportamiento parecido a un insecto, y toman muchas formas diferentes. Dondequiera que ellos sean encontrados, la destrucción sigue en su estela.
- Frighteners - Un gobierno de la Tierra patrocinó el grupo mercenario, querido para sostener la posición del LCC en Marte y traer tanto corporaciones como Cuervos al talón. Sus miembros principales son todos los ex-cuervos y ellos son seguidos por Leos Klein, un "Nine Breaker."
- Nell Aulter - Gerente de enlace de la Nerves Concord y la persona responsable de las asignaciones de misión del jugador y apoyo de comunicación. De muchos operadores en la serie Armored Core, ella es uno de los más afectados por el que cuervo es bien, mostrando a un nivel de la compasión emparejada solo en juegos posteriores, como Silent Line, Last Raven, y Armored Core 4, y ofrece un contraste absoluto a las actitudes de otros personajes en el juego.
- Leos Klein - Una vez una Arena activa "Nine Breaker," Klein ahora encabeza la organización mercenaria Frighteners. Un piloto de mucho tiempo con lazos a la Jerarquía de los Ravens originales, él es una clase ambiciosa cuyas intenciones últimas permanecen confusas.

## Jugabilidad
Similar al primer juego, el jugador comienza con AC básico y es esperado completar una misión de proceso que consiste en destruir varios MTs. Completar la misión registrará el carácter del jugador con la Concordia de Nervios, una firma "de mediación" mucho como la Jerarquía del Cuervo de los juegos de era PlayStation. De allí en adelante el jugador es misiones transmitidas por su gerente de Concordia de Nervios y completando estas misiones avanzará el argumento del juego. La Arena del Maestro de la Arena hace una vuelta, permitiendo a jugadores competir en partidos contra otros 57 Ravens a fin de ganar más créditos y nuevas partes de AC's. Los 2 Principales armados eran también el primer juego para introducir las armas de Extensión, montadas al hombro del AC, y Dentro de partes, montadas en el Núcleo como armas de estilo de bomba o señuelos, así como la adición del Núcleo de Sobreaumento, conteniendo un elevador de voltaje principal auxiliar que permite que un Armored Core se mueva dos veces más rápido como los elevadores de voltaje normales permitiera.

## Serie de videojuegos
| Nombre                          | Año  |  |
| ------------------------------- | ---- |  |
| Amored Core                     | 1997 |  |
| Armored Core: Project Phantasma | 1997 |  |
| Armored Core: Master of Arena   | 1999 |  |
| Armored Core 2                  | 2000 |  |
| Armored Core 2: Another Age     | 2001 |  |
| Armored Core 3                  | 2002 |  |
| Silent Line: Armored Core       | 2003 |  |
| Armored Core: Nexus             | 2004 |  |
| Armored Core: Nine Breaker      | 2004 |  |
| Armored Core: Formula Front     | 2004 |  |
| Armored Core: Last Raven        | 2005 |  |
| Armored Core 4                  | 2006 |  |
| Armored Core: for Answer        | 2008 |  |